# 파트마귈의 잘못은 무엇인가
《파트마귈의 잘못은 무엇인가?》(튀르키예어: Fatmagül'ün Suçu Ne?)는 2010년부터 2012년까지 방영된 터키의 텔레비전 드라마이다.